# II конная когорта астуров
II конная когорта астуров (лат. Cohors II Asturum Equitata) — вспомогательное подразделение армии Древнего Рима.
Данное подразделение было сформировано из испанского народа астуров. Существуют доказательства того, что во времена правления династии Флавиев оно дислоцировалось в современном Богенгравене (Нидерланды) в Нижней Германии. Во время восстания наместника Верхней Германии Луция Антония Сатурнина когорта поддержала законного императора Домициана, за что получила почётный титул «Домицианова Преданная и Верная». Отряд когорты стоял лагерем около Броля. Затем подразделение было переведено в Британию. Оно дислоцировалось в крепости Бремий в Южном Уэльсе. Когорта упоминается в ряде надписей от 105, 122, 124 и 126 годов. В 225 году она вошла в состав гарнизона гарнизона вала Адриана, её базой была крепость Эзика. Хотя в Notitia Dignitatum, документе начала V века, упоминается I конная когорта астуров, это, по всей видимости, ошибка и имелась в виду II конная когорта астуров.
В 410 году Британия была покинута римской армией и администрацией. Дальнейшая судьба подразделения неизвестна.